# Une histoire simple
Une histoire simple är en fransk-tysk dramafilm från 1978 i regi av Claude Sautet.
Filmen var Frankrikes bidrag till Oscar för bästa internationella långfilm 1980.

## Handling
Frånskilda Marie beslutar sig för att lämna sin älskare Serge, abortera barnet hon bär på och återvända till sin exman Georges.

## Rollista i urval
- Romy Schneider - Marie
- Bruno Cremer - Georges
- Claude Brasseur - Serge
- Roger Pigaut - Jérôme
- Francine Bergé - Francine
- Sophie Daumier - Esther
- Éva Darlan - Anna
- Nadine Alari - gynekologen